# 15005 Ґуерр'єро
15005 Ґуерр'єро (15005 Guerriero) — астероїд головного поясу, відкритий 7 грудня 1997 року.
Тіссеранів параметр щодо Юпітера — 3,175.